# 世界車いす・切断者競技大会
世界車いす・切断者競技大会（英語:IWAS World Games）は、国際車いす切断者競技連盟（International Wheelchair & Amputee Sports Federation, IWAS）が主催する肢体不自由の障害者を対象とした障害者スポーツの総合競技大会。パラリンピックの先駆となった国際ストーク・マンデビル車いす競技大会（International Stoke Mandeville Wheelchair Games）、世界車いす競技大会（World Wheelchair Games）、世界車いす・切断者競技大会（World Wheelchair and Amputee Games）などの旧称でも知られる。現在は「IWAS世界競技大会」（IWAS World Games）と呼ばれている。

## ストーク・マンデビル競技大会
1948年、ルートヴィヒ・グットマンは第2次世界大戦で脊髄を損傷した傷痍軍人たちのリハビリテーションのための競技会をイギリスのストーク・マンデビル病院で開催した。1952年にオランダがこの競技会に参加したことにより、このストーク・マンデビル競技大会は障害者による最初の国際的な競技会となった。1960年、第9回ストーク・マンデビル競技会がローマオリンピックがその年に行なわれたイタリアのローマで開催された。のちにこれが第1回パラリンピックとされ、ローマパラリンピックと呼ばれるようになる。
パラリンピックがあらゆる障害をもつアスリートたちの競技会として成長していく一方、ストーク・マンデビル競技大会は車いすアスリートのための総合競技大会としての性格を保ち続けた。大会は毎年、国際ストーク・マンデビル競技大会連盟（International Stoke Mandeville Games Federation, ISMGF）の主催でイギリスのストーク・マンデビルで行なわれたが、のちに連盟は国際ストーク・マンデビル車いす競技連盟（International Stoke Mandeville Wheelchair Sports Federation, ISMWSF）と名称を変更した。

## 世界車いす競技大会
これを受けて1999年、第1回世界車いす競技大会がニュージーランドのクライストチャーチで開催された。同じくクライストチャーチで行なわれた2003年大会では、国際身体障害者スポーツ機構（International Sports Organization for the Disabled, ISOD）による切断者アスリートの競技会と共催で実施された。2004年、ISMWSFとISODが合併し、国際車いす・切断者競技連盟が発足した。

## IWAS世界競技大会
2005年、国際車いす切断者競技連盟（International Wheelchair & Amputee Sports Federation, IWAS）が開催する第1回IWAS世界競技大会がブラジルのリオデジャネイロで開催された。2007年には第2回大会が台湾の台北、2009年に第3回大会がインドのバンガロールで、2011年に第4回大会がアラブ首長国連邦のシャールジャにて開催された。